# CCL6
C-C motif chemokine 6 (CCL6) ist ein Protein aus der Gruppe der Chemokine in Mäusen und Ratten.

## Eigenschaften
CCL6 wird im Zuge einer Entzündung durch Interferon-gamma, Interleukin-1 und Tumornekrosefaktoren induziert und von neutrophilen Granulozyten und Makrophagen gebildet. CCL6 wird ebenfalls durch Interleukin 13 induziert. Die Aminosäuren 21 bis 95 bzw. 22 bis 95 zeigen eine chemotaktische Wirkung auf Lymphozyten, Neutrophile Granulozyten und Monozyten. CCL6 bindet an CCR1. Es ist ein entzündungsförderndes Chemokin und verstärkt die Signalwege von ERK1 und ERK2 sowie die Aktivität von GTPasen. CCL6 besitzt zwei Disulfidbrücken.
In Zellkulturen von Knochenmarkzellen wird es verstärkt nach Stimulation mit GM-CSF exprimiert. Weiterhin wird es in den Zelllinien DA3 und 32D cl3 (myeloide Zelllinie) und der Makrophagen-Zelllinie P388D exprimiert. In aktivierten T-Zelllinien ist die Expression stark verringert. Bei Mäusen liegt das Gen auf Chromosom 11.